# Sebalor
Sebalor is een bestuurslaag in het regentschap Tulungagung van de provincie Oost-Java, Indonesië. Sebalor telt 2306 inwoners (volkstelling 2010).